# Some Assembly Required (série)
Brinquedos & Cia Ilimitada (BR), Brinquedos E Companhia, Lda (PT) ou Some Assembly Required (título original em inglês), é uma série de comédia canadense produzida e que está a ser transmitida globalmente pela Netflix e pela YTV no Canadá.
A série foi criada por Dan Signer  e Howard Nemetz. Estrelando Kolton Stewart, Charlie Storwick, Harrison Houde, Sydney Scotia, Dylan Playfair, Travis Turner e Ellie Harvie no elenco principal. A primeira temporada é composta de 26 episódios, que foram disponibilizados a partir de 19 de junho de 2015 na Netflix. Em 13 de Agosto de 2015 foi anunciado que a 3º temporada estava em produção para estrear em algum momento de 2016.

## Sinopse
Jarvis Raines (Kolton Stewart) é um adolescente de 14 anos que se torna empresário após processar uma loja de brinquedos que lhe vendeu um brinquedo defeituoso que explodiu sua casa. Após se tornar dono da Brinquedos Knickknack, ele reúne vários amigos de sua escola para ajudá-lo a administrar a empresa. Juntos eles desenvolvem um brinquedo novo a cada episódio, mas sempre dá algo errado.

## Produção
A série tem como diretor e produtor executivo,  Dan Signer e Howard Nemetz. A série é uma sitcom, filmada diante de uma plateia ao vivo em Burnaby, Colúmbia Britânica.

## Elenco e Personagens
- Kolton Stewart[1] como Jarvis Raines é um adolescente que se torna proprietário da Brinquedos Knickknack, após processá-la por lhe vender um brinquedo defeituoso que explodiu sua casa.
- Charlie Storwick[1] como Piper Gray é uma expert em informática que é contratada por Jarvis para comandar a área tecnológica da empresa. Ela sempre foi apaixonada por Jarvis, mesmo antes de ter intimidade com ele.
- Harrison Houde[1] como Bowie Sherman  é o melhor amigo de Jarvis. É tido como o irmão mais novo do grupo.
- Sydney Scotia[1] como Geneva Hayes é uma garota que trabalha como recepcionista e assistente pessoal de Jarvis. Ela é a garota mais bonita da escola. Jarvis tem uma grande paixão por ela.
- Dylan Playfair[1] como Malcolm "Knox" Knoxford III é um amante de esportes radicais, porém não é muito inteligente. Ele foi contratado para testar os produtos antes de vendê-los.
- Travis Turner[1] como Aster Vanderberg é criativo, confiante e o cara que só sabe andar na moda. Ele foi contratado para ser o diretor-chefe de design da empresa. Também é o único que sabe sobre a paixão que Piper sente por Jarvis.
- Ellie Harvie[1] como Candace Wheeler é a antiga proprietária da Knickknack. Ela não quis fazer um acordo com Jarvis após seu produto ter explodido a casa dele, isso fez com que ela perdesse o lugar na companhia após Jarvis entrar com uma ação judicial contra a empresa.
- Srª. Bubkes É, na verdade, a ex-proprietária da Knickknack, Candace (Ellie Harvie) disfarçada. Ela se disfarça como faxineira a fim de espionar Jarvis na esperança de recuperar a empresa.